# خيمة جا (آبجدان)
خيمة جا (بالفارسية: خیمه جا) هي منطقة سكنية تقع في إيران في قسم آبجدان الريفي. يقدر عدد سكانها بـ 20 نسمة بحسب إحصاء 2016.